# Warmtewisselaar

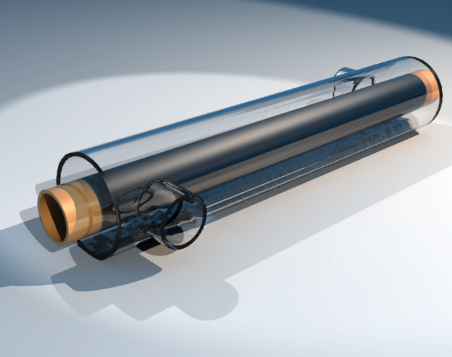

Een warmtewisselaar is een apparaat dat warmte van een vloeistof of gas gescheiden overbrengt naar een ander medium.
Via de toepassing van een warmtewisselaar kan worden bespaard op ruimteverwarming door warmteterugwinning waarbij warmte aan de lucht uit een gebouw wordt onttrokken om er daarna de binnenstromende verse lucht mee te voorverwarmen. Ook in bijvoorbeeld een combiketel zit een warmtewisselaar die van heet CV-water warm tapwater maakt. Technisch gezien is de ketel zelf eigenlijk ook een warmtewisselaar – de thermische energie (warmte) van het verbrandingsgas wordt opgenomen door het water. In de industrie wordt veelal stoom of thermische olie gebruikt als warmtemedium.
Een ideale warmtewisselaar koelt het eerste medium af tot de temperatuur waarmee de tweede instroomt en warmt het tweede medium op tot de temperatuur waarmee het eerste medium instroomt of tot een lagere temperatuur maar dan in een grotere hoeveelheid. Dit ideaal kan benaderd worden met het tegenstroomprincipe.

## Indeling warmtewisselaars
Er bestaat een eenvoudige indeling voor het gebruik van warmtewisselaars:
- Verwarmen en koelen
- Warmte-uitwisseling, hergebruik van warmte die al in het proces zit.

## Warmtewisselaars in de industrie
Er bestaan veel verschillende typen warmtewisselaars. Daarmee kan een grote range aan toepassingen voorzien worden. Bij het gebruik van warmtewisselaars dient echter rekening gehouden te worden met natuurlijke grenzen. Hierbij valt te denken aan extreme temperaturen, extreme drukken, corrosieve media en ernstige vervuiling of deeltjes. In verschillende industrieën worden warmtewisselaars gebruikt voor verwarming/koeling, dan wel warmteterugwinning:
- Voedingsmiddelenindustrie
- Chemische industrie
- Offshore olie en gaswinning
- Metaal verwerkende industrie
- Farmaceutische industrie

## Soorten warmtewisselaars voor luchtbehandelingssystemen
De meest voorkomende warmtewisselaars, in luchtbehandelingssystemen, zijn:
- het warmtewiel
- de platenwisselaar
- het twincoilsysteem

In de regel is een investering in een warmtewiel het snelste terugverdiend, daarna volgen de platenwisselaar en het twincoilsysteem.
Wat betreft de inbouwmaten van bovenstaande systemen is het precies omgekeerd. Het warmtewiel en platenwisselaar nemen meer plaats in dan een twincoilsysteem.
Het twincoilsysteem heeft het voordeel dat het toevoerkanaal van de luchtbehandelingskast niet direct naast het afvoerkanaal van de lucht hoeft te worden geplaatst. Een ander voordeel is dat een twincoilsysteem geen deeltjes als micro-organismen en stof van de afvoer- naar de toevoerlucht kan transporteren. Een warmtewiel heeft dit probleem wel.

## Typen warmtewisselaars
- Buizenwarmtewisselaar
- Douchewarmtewisselaar
- Platenwarmtewisselaar
- Radiator of radiateur
- Recuperatieve warmtewisselaar